# なかよし新人まんが賞
なかよし新人まんが賞（なかよししんじんまんがしょう）とは、講談社が主催する少女漫画の新人賞。前身は1971年から始まった「少女フレンド・なかよし新人まんが賞」であり、1986年から各誌毎の独立した新人賞として設けられた。
年に2回行われている。デビュー作品は『なかよし』本誌および増刊に掲載される。『なかよし』誌上では「なかよしまんがスクール」も主催されている。 
2019年現在では、特選・入選・準入選・佳作・審査員特別賞・奨励賞があり（創設当初は特選・入選・佳作・奨励賞のみ）、準入選以上の入賞作は原則として加筆修正の上、デビュー作として『なかよし』本誌に掲載される。また特選入賞者は本誌への連載権、入選入賞者は新作読み切り掲載権、佳作入賞者は本誌またはオムニバスKCへの新作掲載権を獲得する。
副賞は、特選が賞金100万円、入選が賞金50万円、準入選が賞金30万円、佳作が賞金15万円、審査員特別賞が8万円、奨励賞が賞金5万円。また、デビュー者には、デジカメまたはFAXまたは図書カード1万円分がプレゼントされる。
2019年10月現在の審査員は、遠山えま・鳥海ペドロ・美麻りん・山田デイジー（50音順）。
なお今までに特選に選出されたのは、第22回の笹野鳥生と第36回の遠山えまの2名だけである。

## 歴代受賞者
| 回 | 年   | 特選                         | 入選                                                                  | 準入選 | 佳作 |
| -- | ---- | ---------------------------- | --------------------------------------------------------------------- | --- | --- |
| 1  | 1986 | 該当者なし                   | 該当者なし                                                            | 該当者なし | - 片岡みちる「HINKETSU☆ぱにっく」 |
| 2  | 1986 | 該当者なし                   | - 猫部ねこ「FIRST DATE」 - 武内直子「LOVE CALL」                      | 該当者なし | - 藤田るう「猫になりたい」 - 秋元奈美「LOVIN YOU」 |
| 3  | 1987 | 該当者なし                   | 該当者なし                                                            | 該当者なし | - ひらさき冬菜「孤独な少年」 - 小野和喜「See you again」 - 高瀬綾「さよならラプンツェル」                                                                                              |
| 4  | 1987 | 該当者なし                   | - あゆみゆい「ひまわりイリュージョン」                                | 該当者なし | - 飛鳥あると「SOMEDAY」 - 福原ふみよ「迷子の心にリボン結び」 |
| 5  | 1988 | 該当者なし                   | - 早稲田ちえ「太陽と北風と」                                          | 該当者なし | - あきもとなるみ「夏休みには名探偵！」 - さくらちるちる「あまのじゃく まのじゃく」 |
| 6  | 1988 | 該当者なし                   | - 森村愛美「一粒の麦の話」                                            | 該当者なし | - 新井葉月「MOVEMENT」 - 有沢遼「あなたにうつりたい」 - 池田貢「Dearわがままエイリアン」                                                                                               |
| 7  | 1989 | 該当者なし                   | - 早倉宏美「素敵なたこ男」                                            | 該当者なし | - 羽瀬美緒「Prologue」 |
| 8  | 1989 | 該当者なし                   | - 海野つなみ「お月様にお願い」 - 夢大陸「いつもどおりのふたり」       | 該当者なし | - もとはら九梨丸「わるくないよきっと」 |
| 9  | 1990 | 該当者なし                   | 該当者なし                                                            | 該当者なし | - 子池志津子「Little Sixteen」 - くぼ和巳「ハッピーバースデー」 |
| 10 | 1990 | 該当者なし                   | - 沢丘みゆき「満月になりたい」                                        | 該当者なし | - 井沢陽子「おいしいドーナツの作り方」 - ゆにわきざし「別れのはじまりに」 |
| 11 | 1991 | 該当者なし                   | 該当者なし                                                            | 該当者なし | - 野村あきこ「90's Dandy」 - 紺野なるみ「あなたの名まえ なんですか」 |
| 12 | 1991 | 該当者なし                   | - 小坂理絵「しあわせになろうね！」 - 川村美香「夏祭りのねむり姫」     | 該当者なし | - 大坪愛生「MY ROOM」 |
| 13 | 1992 | 該当者なし                   | - 立川恵「16歳のティアラ」 - 長谷川洋子「大きな声で」                 | 該当者なし | - 倉谷鈴句「暗くなるまで待って」 |
| 14 | 1992 | 該当者なし                   | - 池ノ上たま子「笑顔のキューピッド」                                  | 該当者なし | - 川又もとみ「奇跡のハピネス」 - 末次由記「太陽のロマンス」 |
| 15 | 1993 | 該当者なし                   | - 絵墨田えま「それでも恋は永遠」 - 水樹さとる「親知らずが痛んだ日」   | 該当者なし | - 真穂一弥「ちゃいるどふっす・まいんど」 - 田中美穂子「クリスマスツリーを見にいこう？」 - 雪杏ねむ「真珠貝の銀の夢」                                                                   |
| 16 | 1993 | 該当者なし                   | - こきりこ希林「高飛車が止まらない」 - 芦東茉理「君が君であるために」 | 該当者なし | - 立山京「TOKYOデカダンス」 - 鮎川いわな「君たちがいて僕がいる」 |
| 17 | 1994 | 該当者なし                   | - 神崎裕「チョコレート マジック」 - 桜井明子「LOVE VISTA」            | 該当者なし | - あしざわ深花「十・月・革・命」 - 浩峰尚「まお☆ファンタジア」 |
| 18 | 1994 | 該当者なし                   | 該当者なし                                                            | 該当者なし | - 森下津嵩「未来へのプロローグ」 - 卯月まゆこ「微笑みの魔法」 - 紫部さかな「50%&50%」                                                                                                  |
| 19 | 1995 | 該当者なし                   | - あすかきょう「いじっぱりなシンデレラ」                              | 該当者なし | - 池田あきよ「again」 - にしおかさとし「愛の共犯者」 - 輪上薫「座布団ブギ」 |
| 20 | 1995 | 該当者なし                   | 該当者なし                                                            | - 石塚弥生「No.1」 | 該当者なし |
| 21 | 1996 | 該当者なし                   | - 水上航「NEVER GIVE UP! 」                                           | - かなしろちえこ「は〜い おやつですよ！」 - 藤森幹「まほろばの謳が聴こえる」 - 宮本諒「今日もこんなカンジっ！」 - 白沢まりも「A little Summer days」                | - 北野タケコ「BAD 4 GOOD!!」 |
| 22 | 1996 | - 西野芹香「すてきな夏休み」 | - 戸川あき「この恋の予感」                                            | 該当者なし | - 真伊藤「ひがえりクエスト」 |
| 23 | 1997 | 該当者なし                   | 該当者なし                                                            | - 月原早紀「星に願う日」 | - 楠木うたえ「黄色いサクランボ」 |
| 24 | 1997 | 該当者なし                   | - えぬえけい「いちばんの奇跡」                                        | - 維泉みへき「前髪5センチ」 - 藤村香純「歩きだそうここから」 - 武田うみ「魔法の水をぶっかけろ！」 - 征海未亜「ウサギの降らす星」                                    | 該当者なし |
| 25 | 1998 | 該当者なし                   | 該当者なし                                                            | - 永岡美幸「リラの花言葉」 | - ナフタレン水嶋「ナフタリアン」 |
| 26 | 1998 | 該当者なし                   | 該当者なし                                                            | - 恵月ひまわり「セカイ デ イチバン！」 - 湯浅サトル「あたしとまめ子」                                                                                               | 該当者なし |
| 27 | 1999 | 該当者なし                   | 該当者なし                                                            | - いせやあを「199ラブ」 | 該当者なし |
| 28 | 1999 | 該当者なし                   | 該当者なし                                                            | - おおうちえいこ「お父ちゃんといっしょ」 - フクシマハルカ「さくらんぼ☆キッス」                                                                                      | 該当者なし |
| 29 | 2000 | 該当者なし                   | 該当者なし                                                            | - みなみ由果「Mission, the Shinner!」 - 岡村香穂「ムーン・マジック」                                                                                                | 該当者なし |
| 30 | 2000 | 該当者なし                   | 該当者なし                                                            | - 水月りゅん「あなたと私の好きのカタチ」 | 該当者なし |
| 31 | 2001 | 該当者なし                   | - 日川天馳「ケーキに想いをこめて」 - 雛田祐梨子「恋してボワン」       | - 菊田みちよ「銀色模様」 - 畑恵子「ミス・ダイエッター☆ヒロイン」 | 該当者なし |
| 32 | 2001 | 該当者なし                   | 該当者なし                                                            | - 高上優里子「ずっと続いてゆくのです」 - ハットリユカコ「君とバトルな日々」                                                                                         | 該当者なし |
| 33 | 2002 | 該当者なし                   | 該当者なし                                                            | - 羽芝一理「通りすがりの恋」 | 該当者なし |
| 34 | 2002 | 該当者なし                   | 該当者なし                                                            | - 大原彩「君色メガネ・月の夜」 - 玖未具子「トナリのベイビーウルフ」 - 長澤恵「最強の告白」 - ゆみみ「VSボクシング」                                                 | 該当者なし |
| 35 | 2003 | 該当者なし                   | 該当者なし                                                            | - 佳南萌「この愛ぎゅっと。」 - さかしたしま「インディペンス デイ」 - 蒔田菜穂「番長でいこう！」 - 水無月真「はんどめいどPLANET」 - 渡辺明日香「マチコ巻きライダー」 | 該当者なし |
| 36 | 2003 | - 遠山えま「天使のタマゴ」   | 該当者なし                                                            | - 明日賀じゅん「恋する宇宙人」 - 桃雪琴梨「キューピッド愛矢」 | 該当者なし |
| 37 | 2004 | 該当者なし                   | 該当者なし                                                            | - さくや一歩「P.S. fromラブソング」 - ひのもとめぐ「ないしょのフォトグラフ」 - 姫宮ユイゴ「コノ、ムネノウチ。」                                                     | 該当者なし |
| 38 | 2004 | 該当者なし                   | 該当者なし                                                            | - 柏木志保「ハッピーリング」 - 瀬崎ちか「だって好きだから」 | - 菊井風見子「愛をケータイしてますか？」 - とぐさ壱耶「ニセモノ気分」 - ハタノヒヨコ「プチッと！」（四コマ）                                                                           |
| 39 | 2005 | 該当者なし                   | 該当者なし                                                            | - 春瀬サク「ちびハニー♥」 - 美麻りん「悪魔的恋愛序章」 | - 滝口れもん「ハピスタ☆」 |
| 40 | 2005 | 該当者なし                   | 該当者なし                                                            | - まづる凛「Cheer up☆恋モード」 - 茶匡「乙女乱々」 - みやび鈴「Sweet♥ダーリン」                                                                                     | 該当者なし |
| 41 | 2006 | 該当者なし                   | 該当者なし                                                            | - 瀬田ハルヒ「圧縮エモーション」 - 福田リンコ「いちご姫とバラ王子」                                                                                                 | - 葉山清加「ラビット・ホップ」 |
| 42 | 2006 | 該当者なし                   | 該当者なし                                                            | - あおいみつ「恋色センチメンタル」 | - 青月まどか「ハニー・ブラッド」 |
| 43 | 2007 | 該当者なし                   | 該当者なし                                                            | - 船山美帆「通学バスのふたり」 - 幸凪優「メロディにのせて」 | - 寿えびす「きみがいなくちゃ、はじまらない。」 |
| 44 | 2007 | 該当者なし                   | 該当者なし                                                            | 該当者なし | - 秋本葉子「鏡の中のアリス」 - 麻カヲル「SUN☆DAY」 - 野寄雅代「絶対うまくいく恋愛バイブル2007」 - 福月悠人「空が泣いた日」 - 三浦瑞希「オレ様カテキョ」 - 茂呂おりえ「はじまりの電車」 |
| 45 | 2008 | 該当者なし                   | 該当者なし                                                            | - 進藤はるか「初恋日記。」 | - 佐藤みなみ「そのときはふたりで」 - 佐藤由梨「うめぼし☆」 - 渡辺留衣「1/2」 |
| 46 | 2008 |                              |                                                                       | | |
| 47 | 2009 |                              |                                                                       | | |
| 48 | 2009 |                              |                                                                       | | - 桜倉メグ「5月の恋ひこうき」 - 伊藤みんご |
| 49 | 2010 |                              |                                                                       | | - 星野綿「フリードリーム」 |
| 50 | 2010 |                              | - 鳥海ペドロ「甘い悪魔が笑う」                                        | - 結翔「桜前線」 | |
| 51 | 2011 |                              |                                                                       | | |
| 52 | 2011 |                              |                                                                       | | |
| 53 | 2012 |                              |                                                                       | | |
| 54 | 2012 |                              |                                                                       | | |
| 55 | 2013 |                              |                                                                       | | |
| 56 | 2013 |                              |                                                                       | | |
| 57 | 2014 |                              |                                                                       | | |
| 58 | 2014 |                              |                                                                       | | - 山川千春 |
| 59 | 2015 |                              |                                                                       | | - あやあや「君に触れたい」 |
| 60 | 2015 |                              |                                                                       | | - 花風あられ |
| 61 | 2016 |                              |                                                                       | | |
| 62 | 2016 |                              |                                                                       | | - うさぎ恵美「きみスタ！」 - 甘里シュガー 「ゼロ距離で聞かせて」 |
| 63 | 2017 |                              |                                                                       | | - 丹沢ゆう「ビターボーイフレンド」 |
| 64 | 2017 |                              |                                                                       | | - 雨玉さき「ひよりちゃんには秘密がある！」 |
| 65 | 2018 |                              |                                                                       | | - 小松チホ「泣きっ面にハチミツ」 |
| 66 | 2018 |                              |                                                                       | | - かえで「スイーツの束縛」 |
| 67 | 2019 |                              |                                                                       | | - 丸田菜摘「のあとムースな王子さま」 |
| 68 | 2019 |                              |                                                                       | | |
| 69 | 2020 |                              |                                                                       | | - 梅缶もこ「雨、ときどき君。」 |
| 70 | 2020 |                              |                                                                       | | - 北見あんず「きらきらアイスクリーム」 - ぽてまる「流星センセーション」 |
| 71 | 2021 |                              |                                                                       | | - あかちひろ「バカしてにゃんにゃん」 - 優姫夢「隣の席の界崎くんは××」 - 咲良香耶「水曜日のカクシゴト。」                                                                               |
| 72 | 2021 |                              |                                                                       | | - 日向まれ「天使に願いを！」 |
| 73 | 2022 |                              |                                                                       | | - 秋月みはね 「Chu♡Lipの恋もよう」 |
| 74 | 2022 |                              |                                                                       | | - 来海らん「冬夜、ひそかに」 - くらはち楸「攻略します東堂くん！」 |
| 75 | 2023 |                              |                                                                       | | - 深瀬ナル「キミに捧ぐポートレイト」 |
| 76 | 2023 |                              |                                                                       | | - iM:O「うちのクラスの名物ケンカカップル」 |
| 77 | 2024 |                              |                                                                       | | - みかわ蜜柑「ずるくてあまい、キスをして」 - 雨音羽香「甘いのゆうわく」 - 狛朔なだめ「あの娘のメタモルフォーゼ」                                                                       |
| 78 | 2024 |                              |                                                                       | | 該当者なし |
| 79 | 2025 |                              |                                                                       | | - 絵馬アサ「キミがくれたティアラ」 - あずま祐「かえるのお姫さま」 |